# Bròmia
Bròmia és una tribu de la família de les poàcies. El gènere tipus és:  Bromus  (Linné). El nom del gènere deriva del grec bromos =(civada), o de broma=(aliment).

## Descripció
Inclou plantes mesotèrmiques, amb fulles amb beina tancada, lígula membranosa i làmines planes o plegades.
Presenta  espiguetes pedicel·lades, pluriflorades, cilíndriques o comprimides lateralment, de 10 a 47 mm de longitud. La raquilla està articulada per dalt de les glumes i entre els antecis: les glumes són agudes, menors que l'espigueta. la gluma inferior és 1-5 nervada, la superior és 3-9 nervada. La lemma és carenada o convexa, 5-11-nervada, amb l'àpex agut, mútic o arestat entre dues dents. La pàlea és lanceolada o lineal-lanceolada, menor que la lemma, amb carenes pestanyoses.
Les flors són hermafrodites, amb 3 estams. L'ovari és oblong, amb l'àpex pilós. Els estigmes són sèssils, plomosos, d'inserció dorsal subapical. La cariopsi és allargada amb un solc ventral. El fil és lineal i l'embrió petit, menor que un terç de la longitud del cariopsi, el que generalment està adherit a la pàlea i cau amb les seves glumeles a la maduresa.

## Gèneres
Té els següents gèneres. 
- Aechmophora Steud., nom. inval. = Bromus L.
- Anisantha K. Koch =~ Bromus L.
- Avenaria Heist. ex Fabr. = Bromus L.
- Boissiera Hochst. ex Steud. ~ Bromus L.
- Bromopsis (Dumort.) Fourr. =~ Bromus L.
- Bromus L.
- Ceratochloa P. Beauv. =~ Bromus L.
- Euraphis (Trin.) Lindl. = Boissiera Hochst. ex Steud.
- Forasaccus Bubani = Bromus L.
- Genea (Dumort.) Dumort. = Bromus L.
- Libertia Lej. = Bromus L.
- Littledalea Hemsl.
- Michelaria Dumort. = Bromus L.
- Nevskiella Krecz. & Vved. =~ Bromus L.
- Schnizleinia Steud., nom. inval. = Boissiera Hochst. ex Steud.
- Serrafalcus Parl. = Bromus L.
- Sibertia Steud., orth. var. = Bromus L.
- Stenofestuca (Honda) Nakai = Bromus L.
- Triniusa Steud. = Bromus L.
- Trisetobromus Nevski = Bromus L.
- Wiestia Boiss., nom. inval. = Boissiera Hochst. ex Steud.